# سوزيت تشارلز
سوزيت تشارلز (بالإنجليزية: Suzette Charles)‏ هي مغنية وعارضة أمريكية، ولدت في 2 مارس 1963 في ميس لاندينغ في الولايات المتحدة.

## وصلات خارجية
- سوزيت تشارلز على موقع IMDb (الإنجليزية)
- سوزيت تشارلز على موقع ميوزك برينز (الإنجليزية)
- سوزيت تشارلز على موقع ديسكوغز (الإنجليزية)